# Xã Arlington, Quận Woodbury, Iowa
Xã Arlington (tiếng Anh: Arlington Township) là một xã thuộc quận Woodbury, tiểu bang Iowa, Hoa Kỳ. Năm 2010, dân số của xã này là 1.996 người.